# Demotina medvedeviana
Demotina medvedeviana es una especie de insecto coleóptero de la familia Chrysomelidae.
Fue descrita científicamente en 2006 por Moseyko.